# Réseau Klan
Le Réseau Klan (1942-1944) est un réseau de la résistance intérieure française spécialisé dans le renseignement, créé en 1942 par le colonel François de La Rocque au sein du Parti social français (PSF).

## Histoire
Klan a été créé en 1942 par le colonel François de La Rocque et les cadres du Parti social français ou PSF (devenu après 1940 un réseau d'œuvres sociales sous le nom de Progrès social français).
Klan a été considéré comme un sous-réseau du Réseau Alibi du colonel Charandeau et fournissait des renseignements, via Alibi, à l'Intelligence Service britannique (qui le félicita par deux fois).
Le réseau a été décapité par l'arrestation des chefs du PSF et la déportation du colonel François de La Rocque en 1943.
L'arrestation de François de La Rocque par la Gestapo, en mars 1943, "n'avait pas interrompu les activités sociales ni la récolte de renseignements militaires. En zone occupée, le professeur Pierre Lépine, lui-même en relation avec les réseaux de renseignement américains, prit la suite de Noël Ottavi, avec la responsabilité du Progrès social français jusqu'à la Libération. Il établit en particulier un plan d'intervention autonome du PSF dans les opérations d'août 1944. L'initiative fut laissée finalement aux choix individuels." 

## Les actions du réseau Klan
Le professeur Pierre Lépine, l'un des responsables du PSF en zone nord et du réseau Klan, a relaté certaines actions du réseau :
- "En 1942-1943, je recevais de tous les ADP (N.B. : Auxiliaires de la défense passive, action civique du PSF), des feuilles de renseignement qui m'étaient remis chaque mardi, ils étaient microfilmés dans mon laboratoire de l'Institut Pasteur le mercredi et partaient le jeudi (..) Il est vraisemblable que les documents sortaient de France par l'Espagne. C'est au moins par cette voie que j'ai pu faire parvenir les photographies des fortins du mur de l'Atlantique de toute la Seine inférieure."[2]
- "C'est Guérillot, EVP (NB : membre du PSF) du 11e arrondissement, avec le concours du PSF de Mantes, qui lui procura (NB : à Georges Riché) un échantillon de détersif pour la fabrication d'un dérivé de l'oxygène fabriqué dans une usine allemande de Mantes (recherche atomique entamée par eux dès cette époque) qu'il fit immédiatement parvenir aux Alliés. (...) Après la guerre, j'ai reçu au Pentagone les remerciements d'un général américain qui m'a personnellement félicité pour la qualité des informations recueillies durant l'occupation." [3]

- À Lyon, le professeur Hermann, de la faculté de médecine, coordonnait les sources de renseignement[4].